# Electribius crowsoni
Electribius crowsoni is een keversoort uit de familie Artematopodidae. De wetenschappelijke naam van de soort werd in 1995 gepubliceerd door John F. Lawrence.